# Groupe de Puteaux

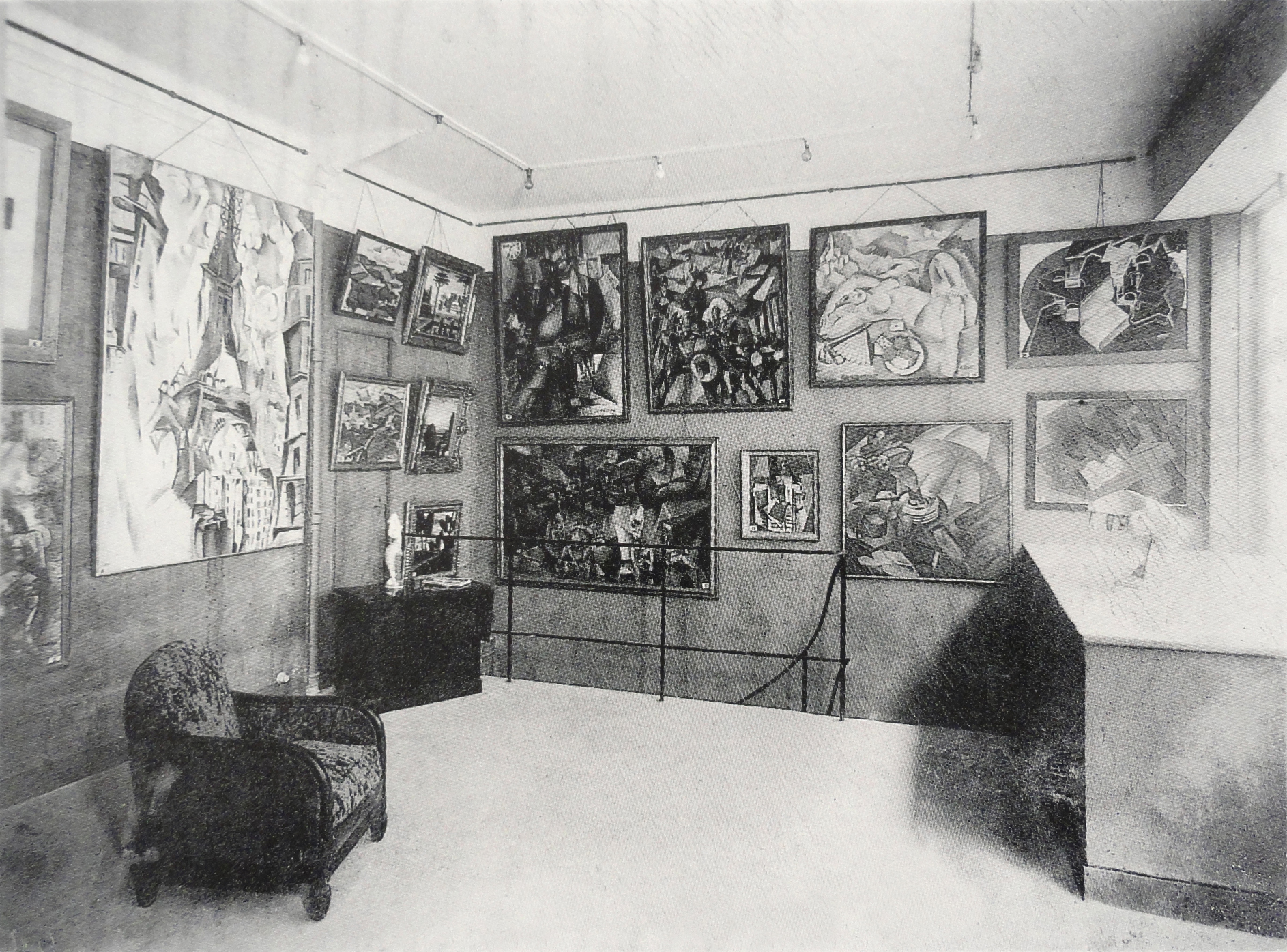
La Section d'Or-utställningen 1925 på Galerie Vavin-Raspail i Paris

Groupe de Puteaux, eller Section d’Or, var en grupp konstnärer och kritiker i Frankrike, associerade med kubism och orfism.
Groupe de Puteaux bildades ungefär 1911 i samband med regelbundna diskussionssammankomster mellan målare som Albert Gleizes, František Kupka, Fernand Léger, Jean Metzinger, Francis Picabia och Marcel Duchamp. De höll till i Jacques Villons trädgård i Puteaux, då en by i Paris västra utkant och i Albert Gleizes ateljé i Courbevoie. Gruppen var aktiv fram till omkring 1914.
Gruppens medlemmar blev kända i svallvågorna från deras kontroversiella framträdande på Salon des Indépendants våren 1911. Albert Gleizes, Jean Metzinger, Robert Delaunay, Henri le Fauconnier, Fernand Léger och Marie Laurencin väckte då skandal och skapade allmänhetens första kontakt med kubismen.
Som avläggare till Société Normande de Peinture Moderne, organiserade Groupe de Puteaux sin första egna utställning med namnet Salon de la Section d'Or på Galerie La Boétie i Paris i oktober 1912. Albert Gleizes och Jean Metzinger publicerade inför denna utställning en försvarsskrift för kubismen, Du "Cubisme".

## Medlemmar av Section d'Or i urval
- Guillaume Apollinaire (1880-1918)
- Robert Delaunay (1885-1941)
- Marcel Duchamp (1887-1968)
- Raymond Duchamp-Villon (1876-1918)
- Roger de La Fresnaye (1885-1925)
- Albert Gleizes (1881-1953)
- František Kupka (1871-1957)
- Henri Le Fauconnier (1881-1946)
- Fernand Léger (1881-1955)
- Louis Marcoussis (1878-1941)
- Jean Metzinger (1883-1956)
- Francis Picabia (1879-1953)
- Jacques Villon (1875-1963)
- Alexander Calder (1898-1976)